# Cadena (unitat)
Una  cadena d'agrimensor  (com es diu pròpiament) és una unitat de longitud utilitzada per a mesurar terrenys. També anomenada  cadena de Gunter, com a unitat de longitud del sistema Anglosaxó d'Unitats, i en anglès rep també el nom de "Surveyor's chain".
En el món de parla anglesa anterior al segle xx, en l'agrimensura dels béns immobles, s'utilitzaven generalment la cadena del sistema de mesurament de Gunter. Com a base d'aquest sistema s'utilitzava una cadena de metall amb 100 baules (links, en anglès), encara que en l'actualitat ha entrat en desús. Una cadena té exactament 66 peus, o bé 4 rods, o bé cent links. Deu cadenes fan un Furlong i vuitanta cadenes equivalen a una milla. En el sistema mètric una cadena equival a 20,1168 metres, 
Resumint, una cadena equival a:
- 0,004166666666666 llegües
- 0,0125 milles
- 0,1 Furlongs
- 4 rods
- 22 iardes
- 66 peus
- 100 links

## Unitats relacionades
| 1 legua            | 3 millas    | 24 furlong   | 240 cadenes  | 960 rods      | 5280 iardes    | 15 840 pies     | 190 080 posades | 1,9008x108 miles | 4,828032 km |
| 1 milla            | 8 furlongs  | 80 cadenes   | 320 rods     | 1 760 yardes  | 5 280 peus     | 63 360 polzades | 6,336x107 miles | 1,609344 km      |             |
| 1 furlong (estadi) | 10 cadenes  | 40 rods      | 220 yardes   | 660 peus      | 7 920 polzades | 7,92x10⁶ miles  | 201,168 m       |                  |             |
| 1 cadena           | 4 rods      | 22 iardes    | 66 peus      | 792 polzades  | 792 000 miles  | 20,1168 m       |                 |                  |             |
| 1 rod (vara)       | 5.5 yardes  | 16,5 peus    | 198 polsadas | 198 000 miles | 5,0292 m       |                 |                 |                  |             |
| 1 iarda            | 3 peus      | 36 polzades  | 36 000 miles | 0,9144 m      |                |                 |                 |                  |             |
| 1 peu              | 12 polzades | 12 000 miles | 30,48 cm     |               |                |                 |                 |                  |             |
| 1 polzada          | 1 000 miles | 2,54 cm      |              |               |                |                 |                 |                  |             |
| 1 mil              | 0.0254 mm   |              |              |               |                |                 |                 |                  |             |